# Муттершид
Муттершид (нім. Mutterschied) — громада в Німеччині, розташована в землі Рейнланд-Пфальц. Входить до складу району Рейн-Гунсрюк. Складова частина об'єднання громад Зіммерн.
Площа — 3,07 км2. Населення становить 470 ос. (станом на 31 грудня 2020).

## Галерея

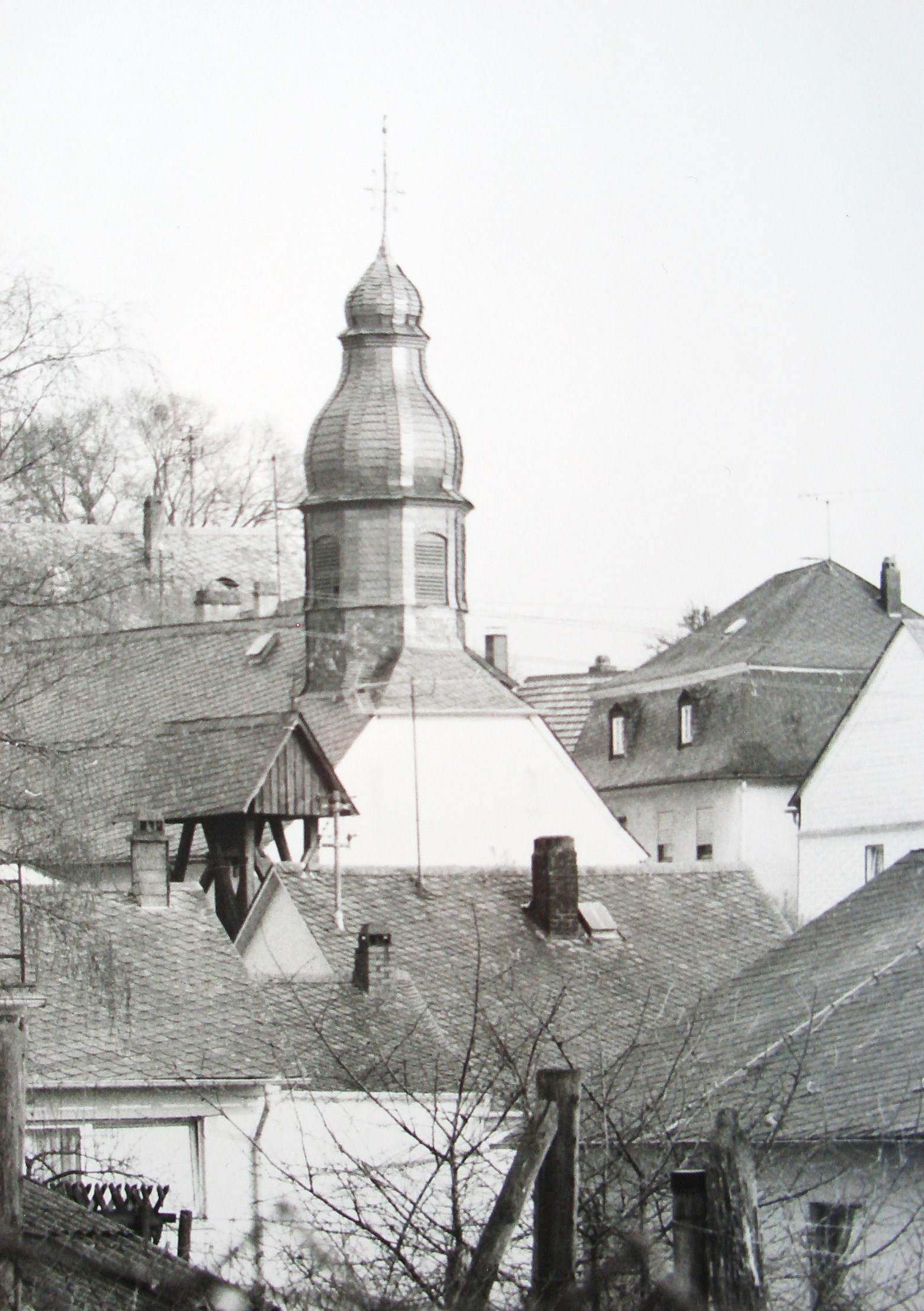

- Файл:Mutterschied "Hibbelberisch" (oberer Felsenweg) vor 1960, Zeichnung A. d´Orfey.JPG